# Bering Sea Gold
La Pesca del Oro (Oro Bajo Cero en Latinoamérica) es un programa de televisión, del tipo "reality"  rodado en Nome, Alaska que emite Discovery Channel. 
En Estados Unidos se estrenó el 27 de enero de 2012, y en España el 22 de junio de 2012. La primera temporada consta de 8 episodios más dos especiales y ya hay preparada una segunda temporada.
Cada verano, cuando se produce el deshielo, un grupo de "cazafortunas" busca oro en las profundidades de uno de los lugares más peligrosos del planeta: el Mar de Bering. 'La Pesca del Oro', acompaña a algunos intrépidos, y en ocasiones temerarios y excéntricos personajes en su imparable búsqueda de la fortuna en las aguas de este amenazador océano.